# Skuggbudget
En skuggbudget är en teoretisk budget som läggs fram av en opposition i en beslutande församling som ett alternativ till den budget som majoriteten lägger fram. 
I Sverige görs detta i riksdagen av oppositionen i samband med att den sittande regeringen presenterar sin budget. Oppositionspartierna lägger fram sina alternativa förslag till budgetpropositionen i egna budgetmotioner. Dessa kompletteras ofta med så kallade utgiftsområdesmotioner där budgeten presenteras mer detaljerat.
I Sverige är skuggbudgetar även vanligt förekommande i kommuner och regioner.